# Couchsurfing

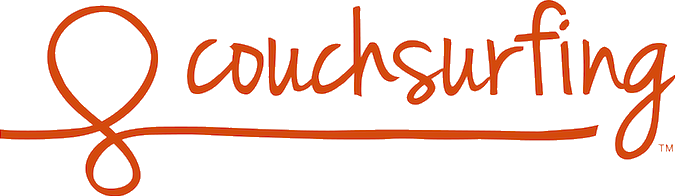
Logo Couchsurfingu

Couchsurfing – serwis internetowy, dzięki któremu można zaoferować darmowe zakwaterowanie lub znaleźć użytkowników oferujących nocleg we własnym domu lub mieszkaniu w wielu miejscach świata.  Został założony na przełomie 2002 i 2003 roku przez Amerykanina Caseya Fentona. W 2013 chwalił się przyciągnięciem 7 mln użytkowników ze 100 tysięcy miast. 

## Zasada działania
Każdy użytkownik serwisu tworzy w nim profil, w którym podaje podstawowe informacje o sobie (zainteresowania, znajomość języków) oraz zamieszcza zdjęcia. Zaznacza również, co może zaoferować swoim gościom (zwiedzanie, wyjście do klubu) i czego oczekuje w zamian. Osoba poszukująca noclegu loguje się na stronie, wyszukuje użytkownika, który może ją przyjąć w danym terminie i kontaktuje się z nim bezpośrednio. Profile zarówno gospodarzy, jak i gości uzupełniane są o oceny i komentarze innych osób. Każdy użytkownik sam decyduje, kogo przyjmie pod swój dach.
W 2020 roku Couchsurfing wprowadził obowiązkowe opłaty, co spowodowało masowy odpływ użytkowników.